# 东城街道 (铜梁区)
东城街道，是中华人民共和国重庆市铜梁区下辖的一个乡镇级行政单位。

## 行政区划
东城街道下辖以下地区：
全兴社区、塔山社区、晏渡社区、金龙社区、袁家社区、姜家岩社区、飞凤村、花院村、安全村、水星村、柿花村、梁祝村和青羊村。